# Arboretum Bad Grund
El Arboretum Bad Grund, también conocido como Exotenwald a veces denominado Arboretum des Forstamtes Grund  o Forstaboretum der Niedersächsischen Landesforstverwaltung, es un arboreto de 120 hectáreas de extensión que se encuentra en Baja Sajonia, Alemania. Su código de identificación internacional como institución botánica y de su herbario es BAD.

## Localización
Se ubica a lo largo de la autopista B-242 cerca de  Hübichenstein, al noroeste de Bad Grund, Baja Sajonia, Alemania. 
Forstaboretum der Niedersaechsischen Landesforstverwaltung
Kelchtal 18b, D-37539 Bad Grund, Deutschland-Alemania.51°49′11.64″N 10°13′42.96″E / 51.8199000, 10.2286000
Se encuentra abierto a diario sin tarifa de entrada.

## Historia
El arboreto fue establecido en 1971 por el « Niedersächsischen Forstamtes Riefensbeek » (Servicio de silvicultura de Riefensbeek de Baja Sajonia), con las primeras plantaciones en 1975. 
En el año 1987 albergaba un total de 84.890 árboles y arbustos que habían sido plantados en 65 hectáreas, incluyendo abetos (30 especies), piceas (25), arces (14), abedules (10), y robles (8).

## Colecciones
Actualmente contiene unas 600 especies de plantas leñosas procedentes de Asia, Europa, Norteamérica, y  Siberia, organizadas por regiones geográficas, con varios senderos de paseo.